# Lansdowne (Toronto Subway)

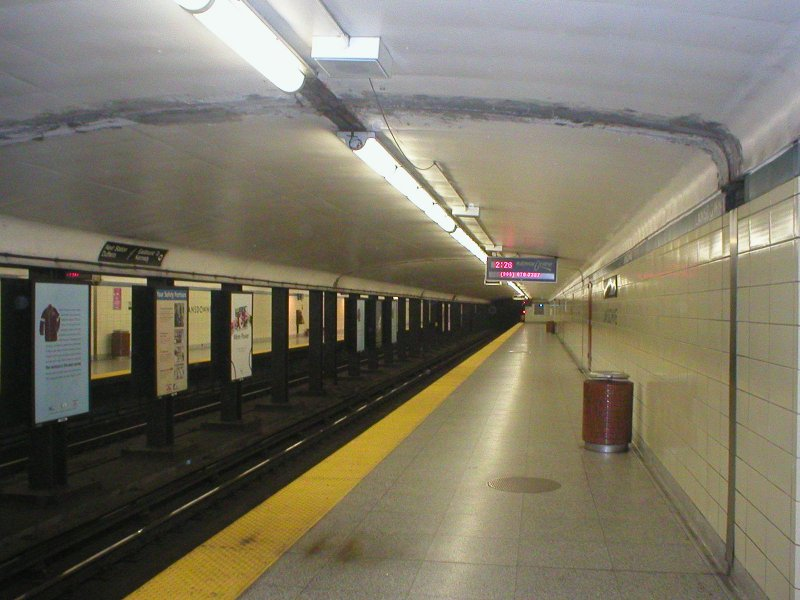
Bahnsteig in Richtung Osten

Lansdowne ist eine unterirdische U-Bahn-Station in Toronto. Sie liegt an der Bloor-Danforth-Linie der Toronto Subway, an der Kreuzung von Bloor Street und Lansdowne Avenue. Die Station besitzt Seitenbahnsteige und wird täglich von durchschnittlich 19.000 Fahrgästen genutzt (2018).
In der Nähe befindet sich das Einkaufs- und Künstlerviertel Bloordale Village. Es besteht eine Umsteigemöglichkeit zu einer Buslinie der Toronto Transit Commission. Die Eröffnung der Station erfolgte am 26. Februar 1966, zusammen mit dem Abschnitt Keele – Woodbine. In rund 200 Metern Entfernung plant GO Transit den Bau einer Bahnhaltestelle an der Strecke nach Barrie. Es soll ein direkter Zugang von der U-Bahn-Station aus möglich sein.